# Пік електроенергії
Енергетичний пік — максимальний рівень роботи або вихід енергії, що вимірюється в період спостереження.
Енергетичний пік також є поняття, що пов'язано з відмінностями в циклах виробництва і споживання електроенергії. Більшість електростанцій виробляють електроенергію безперервно і рівномірно протягом доби, тоді як споживання електрики носить яскраво виражений цикл, прив'язаний до добового ритму. Так максимальне навантаження енергосистема відчуває у середньому (залежить від пір року) з 8:00 до 11:00 і з 18:00 до 21:00 годин, натомість мінімальне навантаження припадає в нічний час у період між 2:00 та 4:00. Така ситуація призводить до того, що вироблена в нічний час електроенергія не знаходить свого споживача, тоді як вдень і в години пік, спостерігається її нестача в електромережі.
Надмірне виробництво електроенергії та її нераціональне використання протягом доби призводить до ряду екологічних та економічних проблем.
Сьогодні проблема не знаходить свого вирішення у зв'язку з тим, що характер електроенергії не дозволяє здійснювати його запаси (на відміну від інших типів енергії). Розробка принципів організації сховищ великих затрат енергії могла б вирішити проблему циклічного споживання енергії.
У даний момент ця проблема частково вирішується альтернативними методами:
- Стимулювання нічного енергоспоживання за рахунок дешевших «нічних» тарифів на електроенергію;
- Витрачання енергії на енергоємні процеси, які не прив'язані до добового циклу (напр. запас гарячої води у великих резервуарах) у нічний час;
- Експорт електроенергії.